# Mittelschachen
Der Mittelschachen ist ein 433 m ü. NHN hoher Berg im Pfälzerwald.

## Geographie

### Lage
Der Berg liegt innerhalb des Wasgaus, wie der südliche Teil des Pfälzerwald genannt wird. Der größte Teil liegt auf Gemarkung der Ortsgemeinde Erfweiler, lediglich die Nordostflanke gehört zu Hauenstein. An seinem Nordostfuß befindet sich das Stephanstal mit der Quelle der Queich, die das Tal in ihrem Oberlauf durchfließt.
Benachbarte Berge sind das Wolfshorn (476,7 m ü. NHN) im Osten, der Hohe Kopf (442,6 m ü. NHN) im Nordosten, der Winterberg (460,8 m ü. NHN) im Nordwesten und der Eichelberg (386,3 m ü. NHN).

### Naturräumliche Zuordnung
1. Großregion 1. Ordnung: Schichtstufenland beiderseits des Oberrheingrabens
2. Großregion 2. Ordnung: Pfälzisch-saarländisches Schichtstufenland
3. Großregion 3. Ordnung: Pfälzerwald
4. Region 4. Ordnung (Haupteinheit): Wasgau
5. Region 5. Ordnung: Dahner Felsenland

## Natur
An seinem Westgrat befindet sich mit dem Kirchenwalderfelsen ein Naturdenkmal. An seinem Osthang befand sich mit Großen oder Dicken Eiche früher ein weiteres solches, ehe diese 1994 angesägt und 2011 gefällt wurde.

## Tourismus
Der Prädikatswanderweg Pfälzer Waldpfad führt über den Berg.